# Onondaga (villa)
La villa de Onondaga fue la capital de la Confederación Iroquesa, principal asentamiento de la tribu homónima y lugar de reunión del Gran Consejo iroqués. Las madres de cada clan representaban a sus comunidades y nombraban los 49 sachem que se congregaban periódicamente ahí como consejo gubernamental.
La ubicación de la villa cambio periódicamente. En 1600 se encontraba cerca de la actual Cazenovia, pero entre 1609 y 1615 se trasladó a las inmediaciones de la moderna Pompey. Posteriormente estuvo en Delphi hasta 1640, cuando pasó a Manlius. Ya en 1720 se movió a Onondaga Creek.
Después que la mayoría de los onondagas lucharan por los británicos durante la guerra de Independencia de Estados Unidos, la villa se transformó en un objetivo del Ejército Continental. Una expedición al mando del coronel Goose Van Schaick (1736-1789) salió en abril de 1779 desde Fuerte Stanwix. La tropa, de 558 soldados, encontró abandonado el asentamiento, quemó metódicamente la cincuentena de viviendas, tomó las provisiones y mató al ganado que allí había y se llevó a 32 prisioneros sin perder un solo hombre.
La actual sede del Gran Consejo se encuentra en la Reserva Onondaga, en el Estado de Nueva York.